# Kasno brončano doba u Sloveniji
Za kasno brončano doba u Sloveniji od odlučujuće važnosti je činjenica da je gustoća naseljenosti naglo povećana.

## Dobovsko-ruška grupa
Upravo na osnovu nekropola u Rušama i Kelheimu Herman Muller Karpe je izveo kronološku klasifikaciju mlađeg perioda kulture polja sa žarama na tri stupnja: Ha B 1-2-3, i to je aplicirao na cijelu Europu.
Dobovsko-ruška grupa rupa zauzima položaj uz rijeku Muru, Dravu, Savu, kojima se Panonija usijeca u predalpski prostor. 
U Hrvatskoj je ovoj grupi vrlo srodna nekropola Velika Gorica, a u Austriji grupa ide uz Muru sve do Graca. 
Izvan riječnih dolina bolje je znano nalazište Brinjeva Gora.
Kasnobrončanodobne pojave prije formiranja dobovsko-ruške grupe (Ptuj, Bled, Kamnik) logično je povezati s grupom Virovitica, a nalazišta dobovsko-ruške grupe s grupom Velika Gorica.
U dolini Save najvažnije nalazište je Dobova.
I. stupanj – Ha A1 – ilustrira ga ženski grob 289  
Ima analogije s II. fazom ostava po Kseniji Vinski Gasparini. Keramika uglavnom ima lokalni izraz.
II. stupanj – Ha A2 najbolje je definiran iglama s lukovičastom glavicom i zadebljanim vratom. Stupanj dobro ilustriraju grob 9 i 334a
U Ha B1 periodu počinje naseljavanje i podravskih nalazišta. 
Tipična je igla s jajolikom glavicom koja povezuje Dobovu i podravske lokalitete. U ženskim grobovima nalazimo već naočalaste fibule tipične za iduće razdoblje. U Pobrežju nalazimo jednu fibilu pozamanterijskog stila.
U keramici najuže su veze Dobove s Velikom Goricom.
U Ha B2 periodu tipična je harfasta fibula s osmicom kraj noge i glave te naočalaste fibule. Moguće je da Dobova nije doživjela Ha B3 tj. trakokimerijski horizont.
Važna je i antropomorfna i zoomorfna glinena plastika. 
Ukop je kremacija u ravnim nekropolama. Muškarci nose igle, britve, noževe, a žene fibule, ukrase od spiralno uvijene žice i simbolične predmete. Bogatiji su uvijek ženski grobovi, nikad muški.
Borivoj Čović je smatrao da je ruška grupa posljedica drugoga vala ekspanzije kulture polja sa žarama na tlo Slovenije, oko 1000. g. pr. Kr.
Početkom željeznog doba stanovništvo ruške grupe napušta svoja naselja, osim onih visinskih (Grinjeva Gora) koja traju do kraja starijeg željeznog doba! 
Vjerojatno se radi o povlačenju na sigurnije visinske položaje.

## Ljubljanska grupa
Zauzima geografski centralni dio Slovenije, dok je na samom zapadu, u tršćanskom zaleđu kašteljerska kultura.
Nekropola u Ljubljani (323 groba) počinje u starijem stupnju kulture polja sa žarama tj. prije Ruške grupe a nastavlja se u starije željezno doba. U zadnje vrijeme je dala i nalaze bliske virovitičkim. Veza je svakako dolina Save.
Ljubljanska grupa je u početku orijentirana na istok – ka Podunavlju i Panoniji, no svoju osebujnu fizionomiju počinje razvijati nakon afirmacije utjecaja iz jadransko – mediteranskog kruga, koji do Dobojsko – Ruške grupe ne prodiru. 
Važne su harfasta fibula, zapadnobalkanske fibule tipa Golinjevo, te zoomorfne posude. I zapadnobalkanski i jadranski utjecaji jačaju u Ha B3 i halštatu (starije željezno doba).
Kod keramike zanimljivo je ukrašavanje napravljeno pomoću kotačića za žigosanje.

## Ostave
Najstariji horizont ostava orijentiran je izrazito istočnoalpski, što se vidi i po velikom broju alpskih sjekira sa zaliscima, a malom br panonskih šupljih sjekira. 
Ostave su rjeđe i manje bogate nego u Hrvatskoj.
Najvažnije ostave su:
- Hočko Pohorje pokazuje povezanost prema obrtničkom krugu Brodskog Posavlja na osnovu velike ukrasne ploče i bodeža tipa Bizovac, narukvica i široke tesarske sjekire!

- Šempeter – teška više stotina kg. Kao i u Škocjanu, riječ je o dugotrajnoj votivnoj ostavi koja funkcionira sve do u željezno doba.

- Škocjan (Mušja jama) je najznačajnija ostava mlađe kulture polja sa žarama uopće. Dobro je objavljena već 1923.

Sadrži: 220 brončanih vršaka kopalja, 10 željeznih vršaka kopalja, 22 brončana tuljka, 3 brončane sjekire sa zaliscima, 17 keltova, 11 mačeva, 6 fragmenata korica mača, 1 željezni mač, 3 dugmaste glavice kaciga zvonolikog tipa, 6 brončanih pločica od kaciga kalotastog tipa, 3 brončane kacige s krijestom, 66 brončane dugmadi, 5 pojasnih okova od brončanog lima, 8 brončanih noževa, 8 brončanih srpova, 19 brončanih igala, 1 dvodijelnu fibulu zmijolikog tipa sa spiralnom nogom, 1 brončanu tordiranu ogrlicu s 5 privjesaka u formi dvostruke spirale, 11 brončanih narukvica, 45 fragmenata brončanih vedara i kotlića, i dr.
U špilji su nađeni i tragovi ugljena. Metani predmeti su bili nasilno slomljeni i nagorjeli. Bila je to sakralna ostava koja je trajala tijekom cijelog Ha B stupnja. 
Najmlađi predmeti su s početka željeznoga doba, a najstariji idu u Ha A – mač Stazling. 
Ostava je nastala na raskršću Panonije, Alpa i Balkana (fibule zmijolikog tipa i fibule s 2 ispupčenja na luku - oboje se prenosi i u Italiju) s zamjetnim geometrijskim stilom Mediterana. 
G. v. Merhart je 1969. Škocjanom dokazao pomicanje kulture polja sa žarama iz područja između Karpata i Balkana prema sjevernoj Italiji. 
Ostava tako dokazuje da željezo u Italiju nisu prvi donijeli grčki kolonisti, već nosioci kulture polja sa žarama kroz Ljubljanska vrata, a istim putem u Italiju dolazi i religijsko-duhovni svijet izražen simbolikom ptice, sunca, sunčane lađe, kotača... 
Merhart dakle smatra da je Škocjan stanica na putu prijenosa podunavskog tipa kulture polja sa žarama u sjevernu Italiju, te pripadajuće punktbuchl-tehnike i simbolike ptice i sunčane lađe.
No zasad nije uvijek moguće do kraja dokazati primat Škocjana u odnosu na Italiju. Merhart nije točno uspio precizirati domovinu kulture polja sa žarama.
Novija istraživanja kraj mikenske civilizacije vežu za prirodne katastrofe, a ne prodor kulture polja sa žarama kako se prije mislilo. Zaštitno i udarno oružje je formirano najprije na istočnom Mediteranu a tu Herman Muller Karpe vidi i izvor duhovnog svijeta izraženog simbolikom ptice.

## Duhovni svijet
Za stariju kulturu polja sa žarama znakovit je grob 289 iz Dobove, kao i neke ostave iz Hrvatske. 
Vrlo su zanimljivi pravokutni privjesci s uvijenim stranicama: antropomorfni, lisnati, i u formi sunčeva kotača, koji imaju paralele u ostavama 2. faze po Kseniji Vinski Gasparini. Drukčije je s mjesečastim privjescima, koji imaju paralele u zapadnom krugu kulture polja sa žarama.
Glavni element simbolike sunčeve lađe i ptice je kaciga s krijestom. 
Prizor je u već razvijenoj formi, blizak villanova-prikazima. Za Merharta je to dokaz uloge istočnoalpskih radionica i njihove uloge prijenosa u Italiju, što nije sasvim sigurno. 
U Italiji duhovni svijet kulture polja sa žarama doživljava osebujnu interpretaciju! Ipak, problem leži u činjenici da su askosi iz Tarkvinije stariji od zoomorfnih posuda iz Ljubljane,  pa možda ni to nije dokaz utjecaja kulture polja sa žarama, jer je u Tarkviniji prisutna i tradicija egejskih askosa.
Iz Maribora, Ormoža i Ptuja potječe 10 antropomorfnih i 13 zoomorfnih figurina. Slična plastika je strana kulturi polja sa žarama. Najbolje paralele su u Ripču – istovremene mediteranskom razvoju Italije i Grčke - a kasnije i neki primjeri iz istočnoalpskih halštatskih lokaliteta. 
Riječ je dakle ili o kontinuitetu iz srednjeg brončanoga doba ili o utjecaju s Mediterana.
Grobovi kulture polja sa žarama uglavnom su neizdiferencirani. 
Bogatiji grobovi – kad ih ima – su uvijek ženski! 
Muške je moguće prepoznati samo po igli (muški imaju 1 iglu, žene 2 igle).
Nekropola Ljubljana dakle ne poznaje oružje u grobovima.